# Individualforfølgning
Individualforfølgning er et juridisk begreb, som betegner det, at en kreditor ud af flere kreditorer forsøger at få skyldner til at betale den fordring, som kreditor har på skyldner. Typisk sker individualforfølgning ved, at kreditoren via Fogedretten tager skridt til tvangsfuldbyrdelse i form af udlæg i skyldners formue. Alternativt kan individualforfølgning ske ved arrest.

## Udlægsfundament
For at kunne foretage udlæg i skyldners formue, skal kreditor have et udlægsfundament, jf. retsplejeloven (RPL) § 478. Dog udgør et gældsbrev med eksigibilitetsklausul et udenretligt forlig, der medfører, at kreditor ikke behøver Fogedrettens afgørelse for at foretage udlæg; det følger af RPL § 478, stk. 1, nr. 5.

## Udlæg i aktiver
Efter RPL § 508 kan kreditor foretage udlæg i skyldners rede penge og faste ejendom.

## Tvist om udlæg
Hvis skyldner fremsætter indsigelse mod fuldbyrdelsens grundlag, så kan fogedretten nægte kreditor at gøre udlæg i aktivet, jf. RPL § 501, stk. 1.

## Udlægsfritagne aktiver
Til udlægsfritagne aktiver hører bl.a. aktiver, hvis værdi er mindre end 3.000 kr., og som er nødvendige for skyldnerens eller hans husstands erhverv eller uddannelse, jf. RPL § 509, stk. 3. Bestemmelser om udlægsfritagene aktiver findes især i RPL §§ 509 - 515.

## Skyldners rådighed begrænses
Når kreditor ved individualforfølgning har foretaget udlæg i skyldners aktiv, må skyldner hverken sælge eller ødelægge eller opbevare det udlægsbehæftede aktiv uforsvarligt.

## Universalforfølgning udelukker individualforfølgning
Når universalforfølgning (rekonstruktionsbehandling eller konkursbehandling) indledes, så afskæres kreditors mulighed for individualforfølgning, jf. konkursloven § 31.